# Kräftegylet
Kräftegylet är en sjö i Olofströms kommun i Blekinge och ingår i Mörrumsåns huvudavrinningsområde.